# Falwel
Falwel (auch: Falouel, Falwele) ist eine Landgemeinde im Departement Loga in Niger.

## Geographie
Falwel liegt am Übergang der Sahelzone zur Großlandschaft Sudan. Bei den Siedlungen im Gemeindegebiet handelt es sich um 55 Dörfer, 60 Weiler und 21 Lager. Der Hauptort der Landgemeinde ist das Dorf Falwel. Es liegt auf einer Höhe von 251 m. Die Nachbargemeinden Falwels sind Loga im Nordwesten, Dogondoutchi im Osten, Tombokoirey II im Südosten, Tombokoirey I im Süden und Mokko im Südwesten.
Im Süden des Gemeindegebiets hat das periodisch wasserführende Trockental Dallol Foga seinen Ursprung.

## Geschichte
Das alte Dorf Falwel wurde 1893 von einem Zarma aus Tondikandia namens Barké Mayaki besetzt. Barké Mayaki errichtete in Falwel ein eigenes Herrschaftsgebiet und nahm den Herrschertitel gabdakoy an. Er starb 1915.
Die Landgemeinde Falwel ging 2002 bei einer landesweiten Verwaltungsreform aus dem Kanton Falwel hervor, wobei Teile des Kantons den neu geschaffenen Landgemeinden Tombokoirey I und Tombokoirey II zugeschlagen wurden.

## Bevölkerung
Bei der Volkszählung 2012 hatte die Landgemeinde 57.564 Einwohner, die in 6129 Haushalten lebten. Bei der Volkszählung 2001 betrug die Einwohnerzahl 41.486 in 4336 Haushalten.
Im Hauptort lebten bei der Volkszählung 2012 5069 Einwohner in 589 Haushalten, bei der Volkszählung 2001 2406 in 249 Haushalten und bei der Volkszählung 1988 1375 in 168 Haushalten.
In ethnischer Hinsicht ist die Gemeinde ein Siedlungsgebiet von Arawa, Kurfeyawa, Zarma, Goubawa und Fulbe.

## Politik
Der Gemeinderat (conseil municipal) hat 17 gewählte Mitglieder. Mit den Kommunalwahlen 2020 sind die Sitze im Gemeinderat wie folgt verteilt: 11 PNDS-Tarayya, 3 MODEN-FA Lumana Africa und 3 NGN-Halal.
Jeweils ein traditioneller Ortsvorsteher (chef traditionnel) steht an der Spitze von 54 Dörfern in der Gemeinde, darunter dem Hauptort.

## Wirtschaft und Infrastruktur
Die Gemeinde liegt in einer Zone, in der Regenfeldbau praktiziert wird. Von wirtschaftlicher Bedeutung ist auch die Arbeitsmigration ins Ausland. Das staatliche Versorgungszentrum für landwirtschaftliche Betriebsmittel und Materialien (CAIMA) unterhält eine Verkaufsstelle im Hauptort. Dort wird auch eine Niederschlagsmessstation betrieben.
Gesundheitszentren des Typs Centre de Santé Intégré (CSI) sind im Hauptort sowie in den Siedlungen Ayo Koira, Kogou, Mallam Koira, Tégoizé Koira und Toullou Maïmassa vorhanden. Das Gesundheitszentrum im Hauptort verfügt über ein eigenes Labor und eine Entbindungsstation. Der CEG Falwel ist eine allgemein bildende Schule der Sekundarstufe des Typs Collège d’Enseignement Général (CEG). Das Berufsausbildungszentrum Centre de Formation aux Métiers de Falwel (CFM Falwel) bietet Lehrgänge in Mechanik, Schweißen und Schneidern an.
Durch die Gemeinde, unter anderem durch den Hauptort, führt die Nationalstraße 23 zwischen der Nationalstraße 25 und Dogondoutchi. Im Dorf Mallam Koira zweigt die Route 351 nach Dosso von der Nationalstraße 23 ab.

## Persönlichkeiten
- Abdou Kaza (* 1953), General und Politiker